# Garenin
Garenin (en gaélico escocés: Na Gearrannan) es una localidad en la costa oeste de la isla de Lewis, en las Hébridas Exteriores de Escocia (Reino Unido). Garenin pertenece al municipio de Carloway, parroquia de Uig, y tiene una población de apenas 80 personas.  Hoy en día, el pueblo es conocido como el "pueblo de las casas negras", pues consta de nueve cabañas tradicionales restauradas con techo de paja y color piedra oscura. El pueblo se encuentra al final de la carretera de Garenin, junto a la bahía. Se vivió en estas casas hasta 1974 y fueron el último núcleo de casas negras habitadas en las Islas Occidentales.  El agua corriente no llegó al pueblo hasta la década de 1960. 
En 1989, el Consejo de las Islas Occidentales creó la empresa Urras nan Geàrrannan (The Garenin Trust) con el objetivo de restaurar las casas tradicionales. Más de una década después, el 5 de junio de 2001, el proyecto se completó y la princesa Ana inauguró el nuevo núcleo de cabañas. 

## Galería

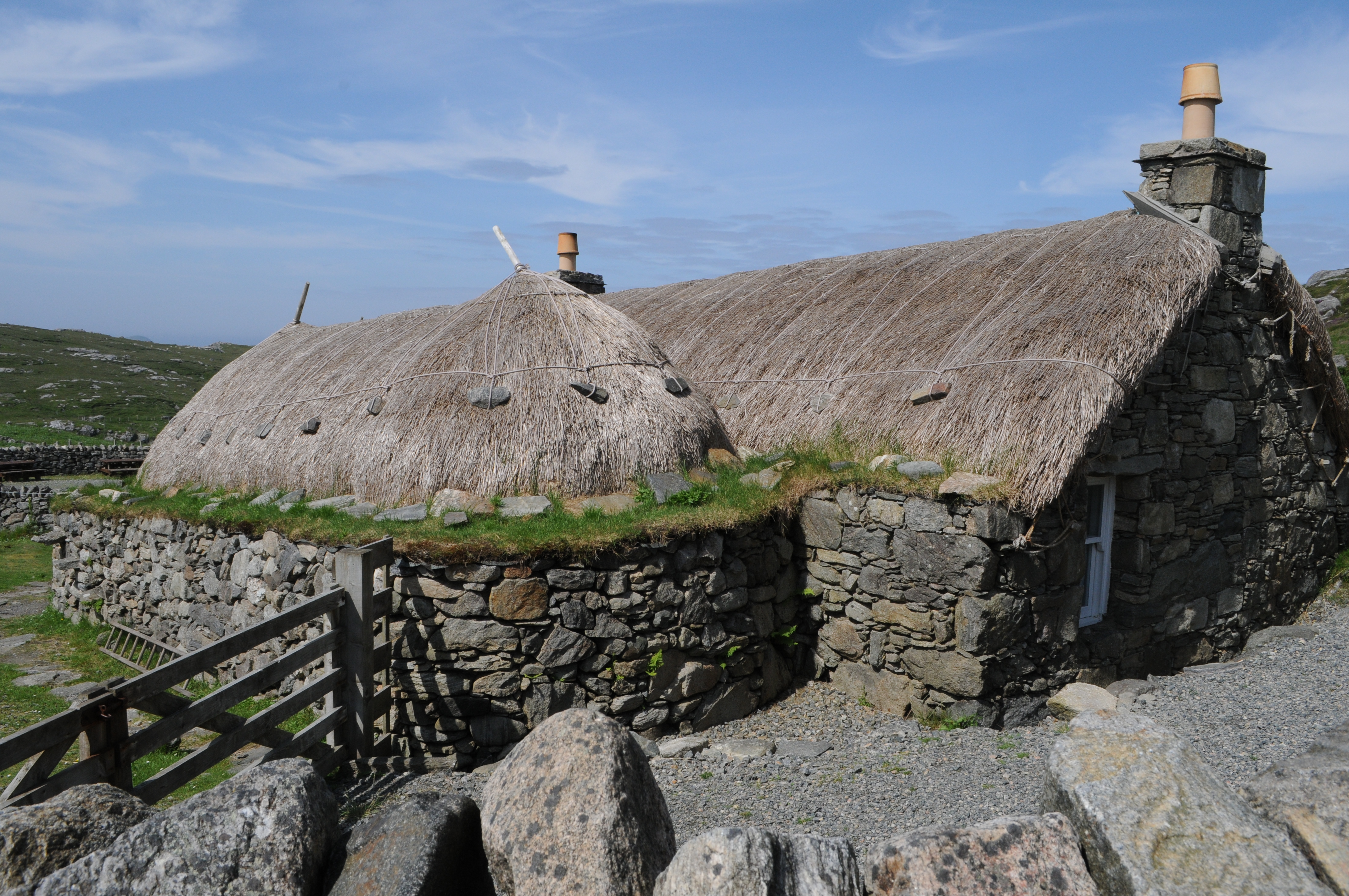
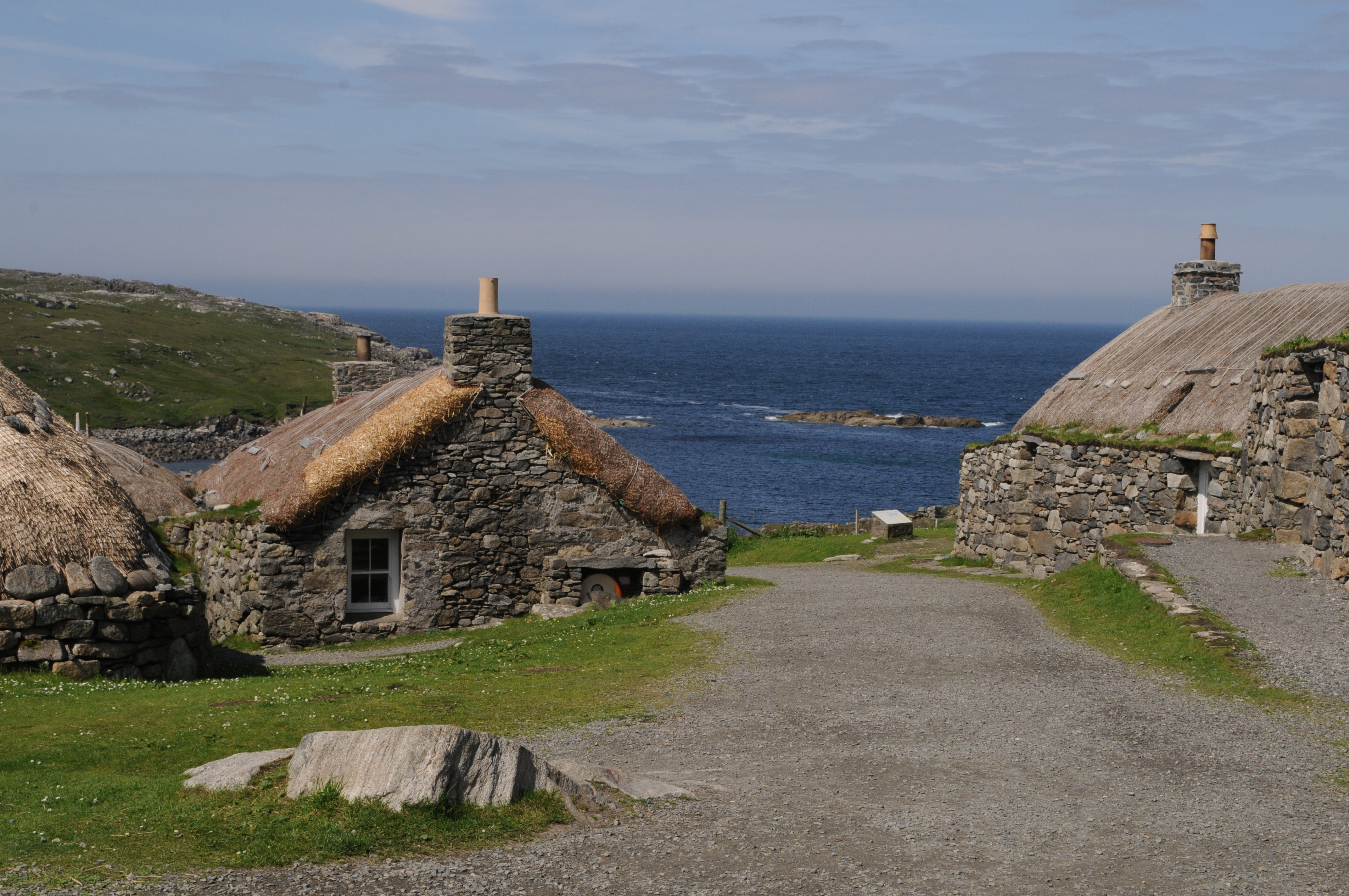
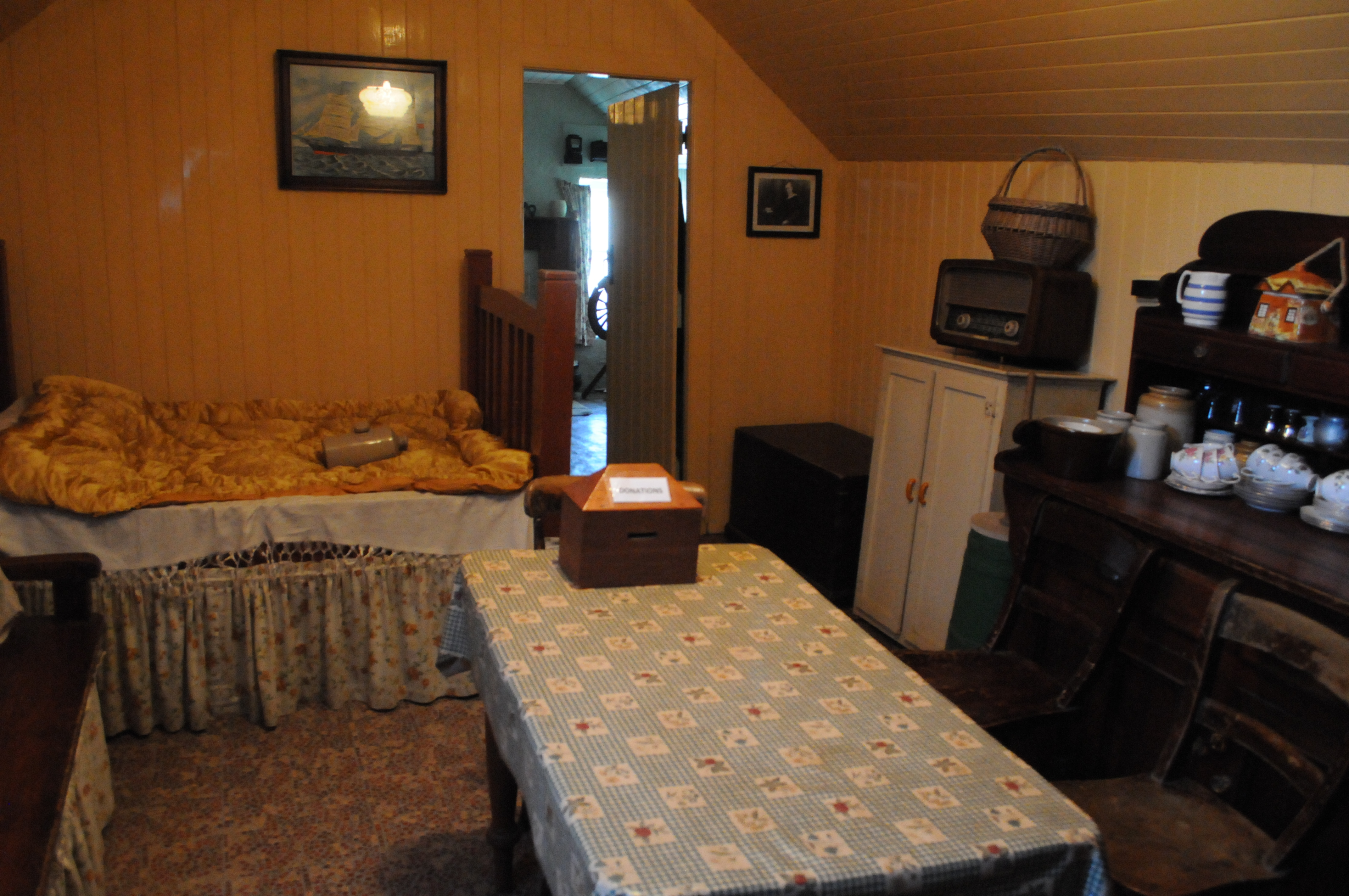